# Oberdorf (Hilgertshausen-Tandern)
Oberdorf ist ein Gemeindeteil der Gemeinde Hilgertshausen-Tandern im Landkreis Dachau, der zu Oberbayern in Bayern gehört.

Zur Gemarkung gehören auch noch die Weiler Gartelsried und Niederdorf und die Einöden Oberdinkelhof und Unterdinkelhof.

## Geographie
Das Dorf Oberdorf liegt im Donau-Isar-Hügelland und damit im Unterbayerischen Hügelland, das zum Alpenvorland, einer der Naturräumlichen Haupteinheiten Deutschlands, gehört.
Oberdorf liegt etwa 1,2 km nördlich von Tandern und rund 3 km westnordwestlich von Hilgertshausen. Niederdorf liegt ungefähr 500 m östlich, Ober- und Unterdinkelhof beide etwa 1,2 km nordöstlich und Gartelsried rund 1 km südöstlich von Oberdorf.
Gartelsried liegt an der in westöstlicher Richtung verlaufenden Kreisstraße DAH 8 von Tandern nach Hilgertshausen. Die anderen Gemeindeteile liegen lediglich an Gemeindeverbindungsstraßen.
Südlich von Oberdorf entspringt der Hüttgraben, der weiter nach Osten durch Niederdorf fließt und in Hilgertshausen als linker Zufluss in die Ilm mündet.

## Geschichte
Ober- und Niederdorf und Gartelsried gehören zur katholischen Pfarrei Sankt Peter und Paul in Tandern, Ober- und Unterdinkelhof zur katholischen Pfarrei Sankt Stephan in Hilgertshausen.
Bis zum 1. April 1971 gehörte Oberdorf mit seinen Gemeindeteilen als selbstständige Gemeinde zum Landkreis Aichach und wurde im Zuge der Gebietsreform in Bayern dem Landkreis Dachau zugeschlagen und in die Gemeinde Tandern eingegliedert.